# Государственная премия Республики Марий Эл
Госуда́рственная пре́мия Респу́блики Мари́й Эл — премия, присуждаемая Главой Республики Марий Эл (ранее Президиумом Верховного Совета Марийской АССР) за выдающиеся достижения в области искусства, литературы, архитектуры, науки и техники.

## История
Учреждена в 1970 году как Государственная премия Марийской АССР. Лицам, удостоенным Государственной премии, присваивается звание лауреата Государственной премии Республики Марий Эл, вручается диплом и нагрудный знак (медаль).

## Порядок выдвижения и присуждения премий
Кандидатуры выдвигаются министерствами и ведомствами Республики Марий Эл, президиумами общественных организаций, правлениями творческих союзов, учёными советами НИИ и вузов. По состоянию на 2008 год премии удостоены 352 человека.

## Виды премии[1]
- в области литературы — имени С. Г. Чавайна.
- в области изобразительного искусства — имени А. В. Григорьева.
- в области музыкального и народного художественного творчества — имени И. С. Палантая.
- в области театрального искусства — имени М. Шкетана.
- в области архитектуры и строительства — имени А. А. Сурикова.
- в области научной публикации естественных и гуманитарных наук — имени М. Н. Янтемира.
- в области сельскохозяйственного производства — имени В. П. Мосолова.
- в области промышленного производства, транспорта и связи — имени С. И. Вавилова.

## Список награждённых
- Сапаев Эрик Никитич (1970, посмертно)
- Венедиктов Арсений Андреевич (1970)[2]
- Ковалёва Лидия Фёдоровна (1970)[3]
- Таныгин Гавриил Фёдорович (1970)[4]
- Матюковский Геннадий Иванович (1972)[5]
- Александрова Алла Яковлевна (1973)[6]
- Куценко Виталий Данилович (1973)
- Чебатурина Раиса Сергеевна (1973)[7]
- Жирецкая Людмила Павловна (1974)[8]
- Мурашко Михаил Петрович (1974)
- Репьёв Пётр Пантелеевич (1974)[9]
- Турченков Василий Матвеевич (1974)[10]
- Аитов Булат Юсупович (1975)[11]
- Кириллова Сарра Степановна (1975)[12]
- Крупняков Аркадий Степанович (1975)[5]
- Галицкий Анатолий Игнатович (1975)[13]
- Ширнин Анатолий Александрович (1975)
- Васин Ким Кириллович (1976)[5]
- Пушков Борис Сергеевич (1976)[14]
- Иванова-Ямаева Галина Николаевна (1977)[15]
- Карташов Вадим Николаевич (1977)[5]
- Лаврентьев Зосим Фёдорович (1977)
- Михайлова Мария Михайловна (1977)[16]
- Маркасьян Николай Николаевич (1977)[17]
- Петров Юрий Данилович (1977)[5]
- Александрова Антонина Петровна (1978)[6]
- Ведерников Николай Иванович (1978)[18]
- Орлова Лилия Александровна (1978)[19]
- Рыбаков Николай Фёдорович (1978)[5]
- Регеж-Горохов Василий Михайлович (1978)[5]
- Юксерн Василий Степанович (1979)[5]
- Шапкин Виталий Владимирович (1980)
- Николаев Сергей Николаевич (1980)[5]
- Кузнецова-Дружинина Надежда Прокопьевна (1982)[20]
- Вишневский Семён Алексеевич (1983)[5]
- Коган Борис Александрович (1983)[21]
- Зейтулаев Эгат Алядинович (1984)[22]
- Коршунов Константин Максимович (1985)[5]
- Минаков Юрий Александрович (1985, 2006)
- Александров Геннадий Петрович (1986)[23]
- Юзыкайн Александр Михайлович (1988)[5]
- Николаев Семён Васильевич (1991)[24][5]
- Гущин Юрий Михайлович (1993)[25]
- Киркин Станислав Фёдорович (1993)[26]
- Рязанцев Юрий Иванович (1993)[5]
- Осмин Йыван (1993)[5]
- Ямбердов Иван Михайлович (1993)
- Краснопёров Алексей Фёдорович (1995)[5]
- Горбунов Борис Дмитриевич (1997)[27]
- Иркабаев-Этайн Олег Геннадьевич (1997)[28]
- Петухов Виталий Альбертович (1997)[5]
- Юдин Валерий Геннадьевич (1997)[29]
- Гордеев Геннадий Филимонович (1999)
- Желтов Герман Вячеславович (1999)[30]
- Загайнов Евгений Аркадьевич (1999)[31]
- Романов Евгений Михайлович (1999)[32]
- Тимиркаев Анатолий Тимиршинович (1999)[5]
- Черных Семён Яковлевич (2000)[5]
- Спиридонов Анатолий Яковлевич (2001)[5]
- Айплатов Геннадий Николаевич (2001)
- Архипова Элина Анатольевна (2001)
- Голованова Нина Ильинична (2001)[33]
- Матукова Мария Байрамовна (2001)
- Никитин Владимир Илларионович (2001)[34]
- Молотова Тамара Лаврентьевна (2003)
- Никитина Татьяна Багишевна (2003)
- Яндаков Леонид Логинович (2003)[5]
- Яндубаев Сергей Васильевич (2003)[35]
- Зайниев Гельсий Зайниевич (2005)[5]
- Егоров Иван Ильич (2005)[36]
- Сануков Ксенофонт Никанорович (2005)[5]
- Изилянова Валентина Михайдаровна (2007)[5]
- Абукаев-Эмгак Вячеслав Александрович (2007)[5]
- Медикова Маргарита Егоровна (2009)[37]
- Соловьёв Юрий Ильич (2009)[5]
- Соловьёв Виктор Степанович (2011)[38]
- Зоя Дудина (2013)[5]
- Морова Наталья Сергеевна (2013)[39]
- Архипова Светлана (2015)[5]
- Коковихин Александр Михайлович (2017)[5]
- Сабанцев Геннадий Леонидович (2019)[5]
- Яранов Евгений Герасимович (2019)[40]
- Подольский Анатолий Анатольевич (2023)[41]